# モリタ宮田工業

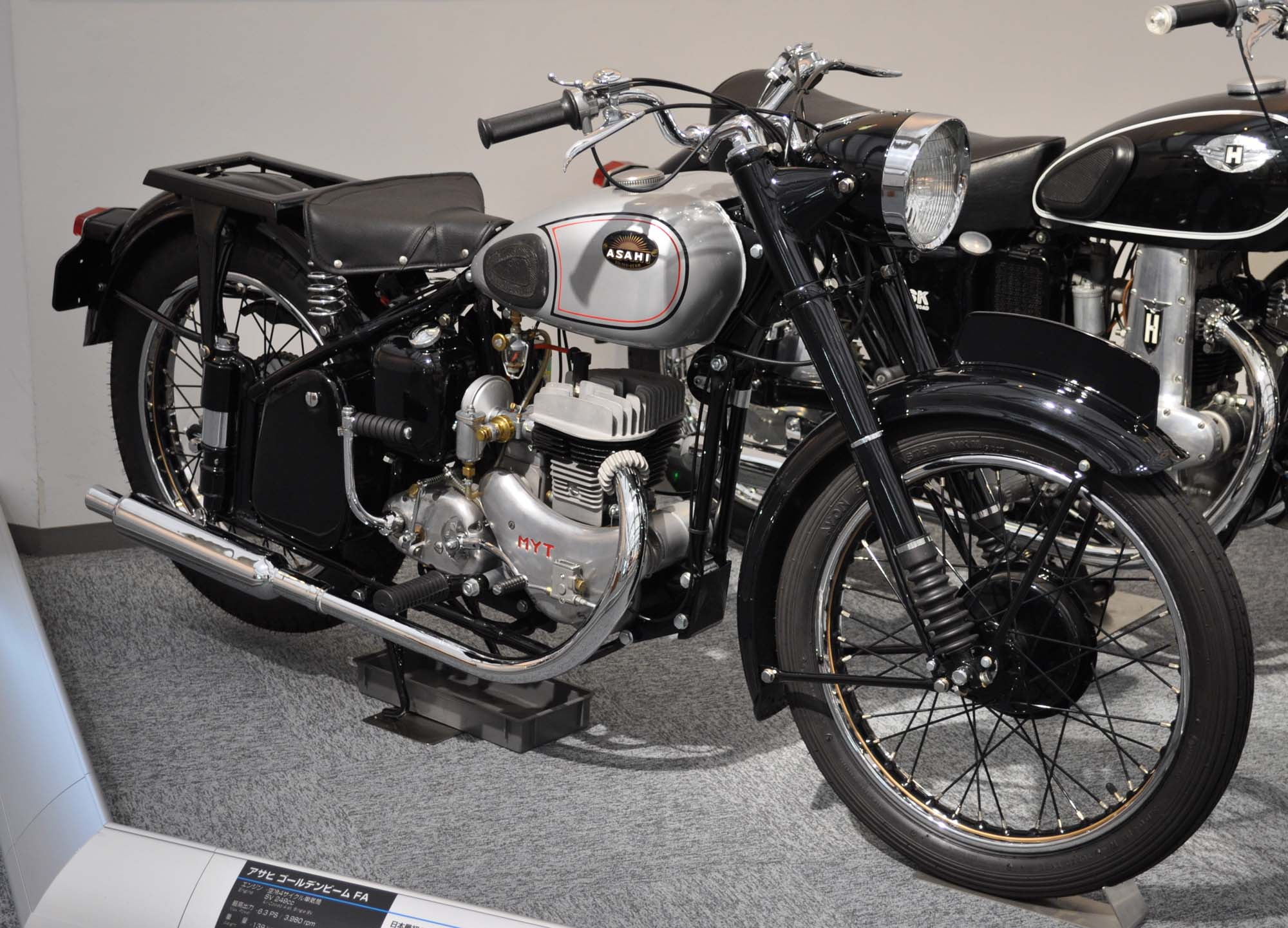
1952年型アサヒ・ゴールデンビームFA

モリタ宮田工業株式会社（モリタみやたこうぎょう）は、東京都江東区に本社を置く消火器・消火設備を製造する企業である。2014年に宮田工業がモリタ防災テックを合併するとともに商号変更した。

## 概要
ライフルなどの製銃で祖を成し、自転車に続きオートバイ国産化で一流メーカーの仲間入りを果たした。大田区蒲田本社工場以外にも松本市(長野県)、大多喜町（千葉県）に工場を持っていた。軍需の仕事が無くなった終戦後、新興オートバイメーカーの乱立により新製品開発の為に開発費が増大、新興メーカーが海外レースなどで実績をあげ有名になると更に収益が悪化、オートバイ事業から撤退する。
経営再建にあたっては日本興業銀行が当社株式を松下電器産業（現：パナソニック ホールディングス）に売却、同社傘下となる（同社創業者の松下幸之助が自転車店に丁稚奉公していたことから宮田には思い入れがあり、その暖簾を消してはならぬと株を引き受けたという）、大田区蒲田にあった広大な工場を松下に売却（現在の東京都立六郷工科高等学校のある付近、一部パナソニックの社宅としても残っている模様）、神奈川県茅ヶ崎市に新工場を建設し移転。その売却差額で負債を返済し、再建への道筋を付けた。また米国へ自転車を輸出する際、偶然見つけたアンスル消火器を日本に持ち帰り粉末消火器の国産化に成功し、防災事業を核として再興。一時は無借金経営の上場会社として有名だった。現在は消防車のトップメーカーのモリタグループになり上場廃止。2010年には自転車部門を株式会社ミヤタサイクルとして分社化し、2012年に自転車製造を全面移管した。

## 沿革
- 1871年 - 初代宮田栄助（1840～1900）は、農家の出身だが親類筋にあたる水戸藩の鉄砲指南役をつとめる国友家に師事して製銃技術を身につけ、常陸国笠間藩のお抱えとして苗字帯刀を得た鉄砲師であった。明治維新の廃藩置県（明治4年）により雇用を解かれ、その後　人力車などを作っていた。（1台18円で売った記録が残っている）
- 1876年 - 次男宮田政治郎（1865～1931、後の二代目宮田栄助）を、明治9年から5年間、もと徳川家お抱えの鉄砲師、国友信之門下へ入門させる（銀座にあった）。
  - 初代宮田栄助は東京・小石川にあった陸軍砲兵工廠に勤務（日給1円の高給取り）。
- 1881年 - 初代宮田栄助が東京京橋区木挽町（現在の銀座）に宮田製銃所を創設。
- 1887年 -  宮田政治郎は陸軍の銃工として大阪砲兵工廠へ入廠し軍用の潜水ポンプから羅針盤までの製作を経験し技術を取得後、兄　宮田菊太郎を入廠させ、自身は東芝の前身である　田中久重　工場に入所。「小タガネの名人」と称された。田中門下生には後の沖電気創業者・沖牙太郎や池貝創業者・池貝庄太郎もいた。
  - 十二番宮田銃（猟銃）を開発　専売特許権を獲得
- 1889年 - 東京築地鉄砲洲（現在の明石町）にあった外国人居留地に住む異人が、宮田製銃所に当時最新の安全型自転車を一台持参し修理を依頼した。（自転車との係わりの始まり）
- 1890年
  - 4月、東京本所区菊川町に工場を新築移転（現在の菊川3丁目　出羽松山藩下屋敷跡地）。明治政府の富国強兵、殖産興業政策を受け、最新の輸入工作機械を購入、約月産500挺）
  - この頃の本所界隈は1891年、本所小泉町に石鹸マッチ取次の小林富次郎商店(現：ライオン)開業、1893年本所柳島町に服部金太郎が時計製造の精工舎(現：セイコー)を設立。
- 1893年 - 国産第一号自転車の試作車を完成、販売開始。
- 1894年 - 日清戦争勃発(約月産400挺）
  - 9月17日、東京日々新聞に広告。ギヤMでなく「井桁に宮」マークを用い、社名も宮田製銃所ではなく「各種自転車及猟銃製造所、宮田榮助」
  - 9月2日、毎日新聞 大倉組銃砲店の広告内で　英国製（125円-200円）と並び宮田式自転車の空気入タイヤ付安全型自転車（95円）と紹介される
- 1894年
  - 3月11日、東京朝日新聞 宮田の広告
  - 7月24日、東京日々新聞 宮田、自転車製造起業一周年祝の広告
  - 8月2日、東京朝日新聞 自転車製造起業一周年祝の広告
- 1895年 - 第4回内国勧業博覧会・京都自転車出品
- 1901年 - 狩猟法改正により猟銃の売上げが激減する。
- 1902年 - 自転車の将来性に着目、従来の製銃を廃し商号を宮田製作所と改称。
  - アメリカ製クリープランド号をモデルにして「アサヒ号」を発売する。自転車製造に専念。
  - 輪友 第6号 "宮田工場主宮田栄助氏の談話"の記事 掲載
- 1903年 - 大阪天王寺公園で開催された第5回内国勧業博覧会に旭号を出品し、自転車3等賞牌を授与
  - （この博覧会で横浜の商社が米国製　自動車８台を展示・デモストレーション走行を行う）
- 1906年 - 安価なアメリカ製自転車の国内流入に対抗してパーソン号を発売（当時新聞広告は宮田自転車製作所）
- 1906年 - ギヤMマークを登録商標
- 1908年 - 清に輸出開始
- 1906年 - 東京勧業博覧会が開催され、アサヒスペシャル号と米式旭号パーソン号を出品し、1等賞金牌を受ける
- 1909年 - 四輪自動車旭号乗用車（試作車）を完成。（空冷ヘンロイド式水平2気筒エンジン1年2か月をかけて欧州製自動車を研究）
  - 国産一号自動車の山羽式乗合自動車（蒸気式）（製作技師は山羽虎夫、出資者は岡山の資産家楠健太郎、森房造、萩原、伊達、1904年完成）
  - タクリー号（ガソリン式）（製作は吉田真太郎、三浦共同経営のオートモビル商会、技師は内山駒之助、発注者は有栖川宮威仁親王、1907年完成）
  - 国末2号（国末1号は動かなかった）（製作は山田米太郎、国末良吉経営の自働車製作所、技師林茂木（エクセン創業者）、1910年完成）
  - アロー号（製作技師は矢野倖一（矢野特殊自動車創業者、出資・協力者は村上義太郎、1916年完成）
- 1910年 - 国産オートバイの試作を開始
  - （同社杉山鐘次郎が製作主任、名古屋の山田栄一から寄贈されたトライアンフをモデルに研究）
  - （名古屋鶴舞公園で開催された第10回関西府県連合共進会に宮田製作所　国産「旭号」小型乗用車を出品　一等の金牌を受賞）
- 1913年 - トライアンフ型オートバイ「旭号」の国産試作第二号車を完成。
  - （国産オートバイ試作第一号車は島津モーター研究所のNS号1909年完成）
  - 水冷直列型の二気筒四人乗り国産乗用車「旭号」を試作
  - 逓信局（大阪）外国車に換え宮田製パーソン号を初めて納入
- 1914年 - オートバイ旭号の市販第一号車を480円で警視庁に納入（黒バイと呼ばれていた）。上野公園国産奨励会で金賞を受賞。
  - 東京大正博覧会で宮田製作所の旭号乗用車銀賞受賞（快進社（日産の前身）のダット号は銅牌受賞）
  - 自転車年間生産25,000台となる
  - 国内初　盗難保険付自転車を発売、オランダ大博覧会出品。
- 1916年 - 純日本製を表す国華号自転車発売。オートバイ旭号の生産を中止。
- 1926年 - 個人経営組織を合資会社宮田製作所に改組。
- 1927年 - ギヤエム号自転車の発売
- 1930年 - 東京市蒲田区東六郷に本社・工場共に新築移転。
- 1932年 - 逓信省に全国の局用車を納入、『宮田栄助追悼録』発行
- 1933年 - 175cc（2ストローク）のオートバイ　アサヒ　A号を発売
  - （国立科学博物館の資料では1933～1939年約4万台生産となっている、これは　A形AA形両方含まれると思われる）
  - 国益チェーン（株）、宮田、新家（現在の新家工業）、丸石（現在の丸石サイクル）各社の出資により設立。（6年後に大同工業KKと改称（DIDブランドで有名なチェーンメーカー））
- 1935年 
  - 改良型オートバイアサヒAA号を発売
  - 5月 - 大多喜町に自転車工場が一部完成。フレームの生産等を始める[2]
- 1934年 - 日の出号自転車の発売
- 1941年 - 第二次世界大戦日本参戦、軍需指定工場を受け零式艦上戦闘機（ゼロ戦）等の脚等の車輪部分を生産。
- 1946年 - フレーム・パイプの接合に、フラッシュ・バット（電気溶接）技法を実用化。
- 1949年 - オートバイアサヒDC号発売
- 1949年 - 東京・大阪証券取引所に株式上場。
- 1950年 - アサヒDCオートレーサー発売
- 1952年 - 日本で初めて粉末消火器を開発、製造開始。オートバイ　アサヒゴールデンビームFA発売
- 1953年 - オートバイアサヒMB60発売
- 1954年 - オートバイアサヒゴールデンビームFA2発売
- 1955年 - オートバイアサヒKA発売
- 1956年 - 第一次南極観測越冬隊用、20-B型粉末消火器納入。オートバイアサヒJA350発売
- 1958年 - オートバイアサヒHA4発売
- 1959年 - 松下電器産業（現パナソニック）と資本・業務提携し、グループ会社となる。
  - （創業者　松下幸之助が1904年　宮田火鉢店　1905年に五代自転車店に丁稚奉公に出る　そこで宮田の自転車を知る）
  - オートバイ　ミヤペット20型 発売
  - 『宮田製作所七十年史』発行
- 1960年 - オートバイミヤペットA20を発売
  - 家庭用消火器　ホームアンスルを発売。
- 1961年 - オートバイミヤペットBスーパーデラックス 、ミヤペット マミー 、ミヤペット マミー90 、ミヤペットE 、ミヤタOA2スポーツ発売
- 1962年 - ミヤペットスポーツ（試作車）完成するも、オートバイ生産から撤退。
- 1963年 - 社名を宮田工業に改称。日本で初めて、A.B.C.粉末消火薬剤を開発。
- 1964年 - 神奈川県茅ヶ崎市に新工場を新築移転。
- 1964年 - 消防車ミヤタカノンを発表
- 1969年 - 宮田八十年の歩み　発行
  - 幼児車　ピーターパンを発売
- 1969年 - 西独ケルンサイクルショーに出品
- 1969年 - オランダ コガ社KOGAと提携してヨーロッパへ進出
- 1979年 - 新潟石油コンビナートSSI泡消火設備国内第一号納入
- 1980年 - ツール・ド・フランスでCAPRISONNE-KOGAmiyataがMIYATAのロードフレームを使用。
- 1981年 - ツール・ド・フランスでピーター・ビネンがMIYATAのロードフレームで第17ステージ区間優勝、総合5位、マイヨ・ブラン（新人賞）を獲得。
  - 自転車　グッドデザイン賞を11回連続受賞
- 1981年 - トヨダアメリカとの合併で戦後初の海外子会社「ミヤタバイシクルオブアメリカインコーポレーテッド」M.B.Aをシカゴに設立
- 1981年 - 家庭用自動消火装置　キッチンアイを発売
- 1987年 - 青函トンネルに防災機器納入
- 1989年 - 宮田工業百周年記念誌を発行
- 1990年 - MTB世界選手権ダウンヒル部門でグレッグ・ハーボルトがMIYATAのMTBフレームで優勝。
- 1992年 - 石油タンク火災用泡消火設備「ミヤタエアフォームカーテンチャンバー200・日石型」を602基、国家プロジェクト「志布志石油備蓄基地」へ納入
- 1995年 - 航空機格納庫消火装置の「電動モニター」を開発、関西新空港に納入
- 1998年 - 有人セルフガソリンスタンド向けの消火設備を開発し、国内初の型式承認を取得して発売
- 2001年 - 株式会社モリタと資本業務提携
- 2002年 - ミヤタアルマックスGカラーモデル（DQMC6021～7321）グッドデザイン賞を受賞
- 2003年 - 「スーパーステンレス･VスタイルDX」（DSVD-7AB3）グッドデザイン賞受賞
- 2004年 - 不要消火器から再生した消火薬剤を40％以上使用した消火器「エコアンスルシリーズ」を発売
- 2008年 - 10月8日、資本提携関係にある株式会社モリタホールディングスによって連結子会社化のために株式公開買い付けが実施され、11月14日にモリタホールディングスが79.41%を取得し、連結子会社となる。
- 2009年 - 8月1日、モリタホールディングスの完全子会社となる。
- 2010年 - 自転車部門を「株式会社ミヤタサイクル」として分社化
  - 8月31日、モリタホールディングスは、ミヤタサイクル株式の30%を台湾のスポーツ自転車メーカー・MERIDAに売却。
- 2011年 - アルミ製蓄圧式粉末消火器「アルテシモ」を発売
- 2014年 
  - 3月、モリタホールディングスは、ミヤタサイクル株式の45%を「同社（自社株）」「シナネン株式会社」「台湾MERIDA」に売却。モリタホールディングスはミヤタサイクルの親会社でなくなる。
  - 7月1日、モリタ宮田工業株式会社に商号変更するとともに、株式会社モリタ防災テックを吸収合併。
- 2018年
  - 11月12日、本社を東京都江東区有明のTOC有明ウエストタワーに移転。
- 2019年 
  - 7月1日、モリタホールディングスが、保有していたミヤタサイクル株式の残りをすべて「台湾MERIDA」に売却。これを以ってミヤタサイクルはグループから離脱した。

## 特記事項
- 社章は歯車の中心に宮田の頭文字である「M」を配し「ギヤエム」と呼ばれる。旧自社ドメインgear-m.co.jpはこれに由来する。
- 戦前、宮田製作所としてオートバイ（アサヒ号）を製造販売した。（1933年製アサヒ号AAスペシャルBは大分県由布市の岩下コレクションで見る事ができた）
- 旧「ミヤタ」ロゴ書体はトヨタ自動車の商標に酷似していたが、資本や業務など提携していない。

### 消防関連事業
モリタホールディングスの完全子会社で、初田製作所、ヤマトプロテック、元米タイコグループ日本ドライケミカルらと市場の大半を有する。二酸化炭素消火器はヤマトプロテックのOEM生産品で、宮田エコアンスルは唯一のエコマーク認定品であり、現在はRoHS指令に対応する新型水消火器や食品添加物成分を用いた新型消火器を近年発売し、丸山製作所などへ中性強化液など一部でOEMしている。2015年8月現在、okマークが外れた場合に使用済表示可能な消火器が主流である。自転車事業との関わりから、自転車用空気入れで空気を充填し水を噴射する消火器型の洗車機を販売した。

### 自転車関連事業
鉄砲鍛冶から自転車製造へ変遷した日本最古の自転車メーカーで、交番配備の警察用自転車「ミヤタ・メッセンジャー」を製作し警察庁に納入した。富士重工業（現SUBARU）と自転車分野で連携して自転車レース大会を共同開催した。松下電器産業（現パナソニック）と歴史的な関わりはあるものの、パナソニック サイクルテックとは関係をもたない。1990年代に多くのメーカーが溶接フレームを採用するが、上級～ハイエンドモデルはフレーム素材にカーボンやチタンを取り入れAPA接着工法を用い先進的なマウンテンバイクをリリースした。スポーツブランドとして、かつてはオランダのkogaと提携した『koga-miyata』を保有していた。
2010年に自転車部門を株式会社ミヤタサイクルとして分社。同時に台湾のスポーツ自転車メーカー『MERIDA』と資本提携し（MERIDA社にミヤタサイクル資本の30%を譲渡した）、ミヤタサイクルがMERIDAブランド車の日本総発売元となった。その後MERIDA社への株式売却が進み、2019年7月1日モリタホールディングスが、経営資源の選択と集中のため、保有していたミヤタサイクル株式の残りをすべてMERIDA社に売却。これを以ってミヤタサイクルはグループから離脱し、自転車事業から撤退した。結果、「MERIDA社：70%」「シナネンホールディングス：20％」「自社株：10%」の資本構成となる。
その後2020年7月1日付けで、株式会社ミヤタサイクルは社名を「メリダジャパン株式会社」に変更した。同時に会社分割（新設分割）し、メリダジャパン100％出資の新会社「株式会社ミヤタサイクル」にミヤタブランド事業を移管。メリダの子会社として再スタートした。以降、メリダとミヤタのブランドは各法人で事業を展開する。

### 事業所一覧
- 東京本社
- 茅ケ崎本社（本店）
- 東日本営業本部
  - 東北営業部
  - 首都圏機器営業部
  - 首都圏設備営業部
  - 中部営業部（東海・北陸担当）
- 西日本営業本部
  - 関西営業部（近畿・四国担当）
  - 西日本営業部
- 法人営業本部
  - 法人営業部及びCS営業部
- 生産統括本部
  - 上野事業所（三重県伊賀市）
  - 茅ヶ崎事業所（神奈川県茅ヶ崎市）
  - 栗原第一事業所
  - 栗原第二事業所
- リサイクルセンター（伊賀市）
- 西日本物流センター（伊賀市）
- 東日本物流センター（茅ヶ崎市）

## 主な商品
- 消火器
- 各種消火設備
- 自動消火システム
- 避難器具
- 非常持ち出しセット
- 災害用非常食
- 救急用品
- 防災用ライト・ラジオ
- 災害用毛布
- 非常用トイレ
- 防災倉庫
- 発電機

など